# Bartsia jujuyensis
Bartsia jujuyensis är en snyltrotsväxtart som beskrevs av A.L. Cabrera och S.M. Botta. Bartsia jujuyensis ingår i släktet svarthösläktet, och familjen snyltrotsväxter. Inga underarter finns listade i Catalogue of Life.